# Michael Foale
Colin Michael Foale CBE (ur. 6 stycznia 1957 w Louth) – brytyjsko-amerykański astrofizyk i astronauta.

## Życiorys
W 1975 ukończył szkołę w Canterbury, później studiował fizykę w Queens’ College (Cambridge), gdzie w 1978 uzyskał dyplom, a w 1982 doktorat z astrofizyki w Laboratorium Cavendisha. Został członkiem Royal Aeronautical Society i Institute of Physics. Brał udział w organizowaniu i realizacji naukowych projektów nurkowania z akwalungiem. Dążąc do uczestnictwa w amerykańskim programie kosmicznym, przeniósł się do Houston w Teksasie, gdzie podjął pracę w systemie nawigacji promów kosmicznych w korporacji McDonnell Douglas, a w czerwcu 1983 dołączył do Centrum Lotów Kosmicznych imienia Lyndona B. Johnsona. Jako oficer ładunku w centrum kontroli misji, był odpowiedzialny za operacje ładunkowe satelitów komercyjnych rozmieszczonych na wahadłowcach misji STS-51-G, 51-I, 61-B i 61-C. 5 czerwca 1987 został wybrany przez NASA jako kandydat do lotu kosmicznego. Przechodził szkolenie w Centrum Wyszkolenia Kosmonautów im. J. Gagarina w Gwiednym Miasteczku pod Moskwą. Uczestniczył w sześciu misjach kosmicznych.
Jego pierwszą misją była STS-45 od 24 marca do 2 kwietnia 1992, trwająca 8 dni, 22 godziny i 9 minut. Rok później, od 8 do 17 kwietnia 1993 jako specjalista misji brał udział w misji STS-56 trwającej 9 dni, 6 godzin i 8 minut. Od 3 do 11 lutego 1995 w ramach wspólnego amerykańsko-rosyjskiego programu Shuttle-Mir uczestniczył w misji STS-63 trwającej 8 dni, 6 godzin i 28 minut, w czasie której nastąpiło pierwsze, próbne zbliżenie do stacji kosmicznej Mir. Wykonał wówczas, wraz z Bernardem Harrisem, swój pierwszy spacer kosmiczny trwający 4 godziny i 39 minut.
Od 15 maja do 6 października 1997 brał udział w misji STS-84, w czasie której dołączył do załogi misji Mir-23 na stacji kosmicznej Mir. Wraz z Anatolijem Sołowjowem wykonał 6-godzinny spacer kosmiczny w celu sprawdzenia szkód modułu Spiektr stacji kosmicznej spowodowanych przez zderzenie z bezzałogowym transportowym statkiem kosmicznym Progress. Misja trwała 144 dni, 13 godzin i 47 minut.
Od 20 do 28 grudnia 1999 uczestniczył w misji STS-103 trwającej 7 dni, 23 godziny i 10 minut, mającej na celu naprawę Kosmicznego Teleskopu Hubble’a i wymiany w nim żyroskopów i komputera pokładowego; wraz z Claude’em Nicollierem wykonał spacer kosmiczny trwający 6 godzin i 10 minut. Ostatnią jego misją była Sojuz TMA-3/Ekspedycja 8 na Międzynarodową Stację Kosmiczną.
W 2013 opuścił NASA. Jest doradcą w Inspiration Mars Foundation.

## Odznaczenia
- Commander Orderu Imperium Brytyjskiego – 2005[1]
- Universal Astronaut Insignia za lot orbitalny (nr 268) – Stowarzyszenie Uczestników Lotów Kosmicznych (Association of Space Explorers(inne języki))[2]